# پوشتوویتسه
پوشتوویتسه (به چکی: Poštovice) یک منطقهٔ مسکونی در جمهوری چک است که در شهرستان کلادنو واقع شده‌است.